# North British (Whiskybrennerei)
North British ist eine Whiskybrennerei in Edinburgh in Schottland.

## Geschichte
Die Brennerei wurde 1885 von der North British Distillery Company, einem Zusammenschluss von Blendern gegründet. Die Gründung erfolgte um die Übernahme der nahegelegenen Caledonian-Brennerei durch Distillers Company Ltd. (DCL) und dem daraus folgenden Übergewicht von DCL auf dem Markt für Grain Whisky entgegenzuwirken. Die Brennerei blieb bis 1983 unabhängig, ging dann aber an Lothian Distillers, einem Joint Venture zu gleichen Teilen von der Edrington Group und International Distillers & Vintners (IDV), heute Teil von Diageo, über.

## Produktion
Die Brennerei wurde für 142.000 £ errichtet und besaß eine maximale Produktionskapazität von 114.000 l pro Woche. Die Kapazität wurde jedoch im Laufe der Jahre massiv ausgebaut und liegt derzeit bei 1.250.000 l pro Woche. Zur Herstellung des Whiskys werden drei Coffey Stills verwendet.

## Abfüllungen
Der produzierte Whisky geht in verschiedene bekannte Blends wie J&B, Famous Grouse, Chivas Regal, Lang's und Cutty Sark ein. Es gibt keine offiziellen Abfüllungen der Brennerei, jedoch existieren verschiedene Abfüllungen unabhängiger Abfüller.